# Wálter Alberto López
Walter Alberto López (Montevideo, Uruguay,  15 de octubre de 1985) es un futbolista uruguayo que juega como mediocampista. Actualmente juega en el Salernitana de la Serie B.

## Trayectoria
Al comenzar la temporada 2010-11 fue cedido a préstamo a la Liga 1 de Rumania, al Universitatea Craiova. Luego de seis meses de buenas actuaciones, el club decide comprar su ficha y el jugador firmó un contrato por 3 temporadas. Tras desacuerdos con la dirigencia López abandonó el club en julio de 2011 luego de rescindir su contrato para fichar por Peñarol de su país natal.
Llegó a Peñarol de la mano del entrenador Diego Aguirre para ocupar el sector izquierdo del equipo ya sea como lateral o como volante. En la pretemporada previa al Apertura 2011, en una gira realizada por su equipo en Europa se lesiona la mano y deberá estar fuera de las canchas por algunas semanas.
Convirtió su primer gol con la camiseta de Peñarol el 3 de septiembre de 2011, en un partido contra Defensor Sporting, por el Campeonato Uruguayo 2011-12, siendo el único gol del partido.
Luego de un año en Cerro Porteño en el que estuvo a préstamo y consiguió el Campeonato Paraguayo en el primer semestre, volvió a Peñarol en enero de 2013. Fue gran artífice del campeonato logrado ese año por el Ciclón de Barrio Obrero y rápidamente se ganó el cariño de la exigente afición cerrista.

## Selección nacional
Ha sido internacional con la Selección de Uruguay en 3 ocasiones en 2006.

## Clubes[3]
| Club                           | País       | Año         |
| ------------------------------ | ---------- | ----------- |
| Racing                         | Uruguay    | 2003        |
| San Martín de Tucumán          | Argentina  | 2004        |
| River Plate                    | Uruguay    | 2005 - 2006 |
| Xerez (cedido)                 | España     | 2007        |
| Tecos (cedido)                 | México     | 2007        |
| River Plate                    | Uruguay    | 2008        |
| West Ham United                | Inglaterra | 2008 - 2009 |
| Cerro (cedido)                 | Uruguay    | 2009        |
| Brescia (cedido)               | Italia     | 2009 - 2010 |
| Universitatea Craiova (cedido) | Rumania    | 2010 - 2011 |
| Peñarol                        | Uruguay    | 2011 - 2012 |
| Cerro Porteño (cedido)         | Paraguay   | 2012        |
| Peñarol                        | Uruguay    | 2013        |
| Lecce                          | Italia     | 2013 - 2015 |
| Sol de América                 | Paraguay   | 2015        |
| Benevento                      | Italia     | 2016 - 2017 |
| Spezia                         | Italia     | 2017 - 2018 |

## Palmarés
| Título              | Club          | País     | Año       |
| ------------------- | ------------- | -------- | --------- |
| Torneo Apertura     | Cerro Porteño | Paraguay | 2012      |
| Campeonato Uruguayo | Peñarol       | Uruguay  | 2012-2013 |